# Lautzenhausen
Lautzenhausen est une municipalité du Verbandsgemeinde Kirchberg, dans l'arrondissement de Rhin-Hunsrück, en Rhénanie-Palatinat, dans l'ouest de l'Allemagne.

## Références

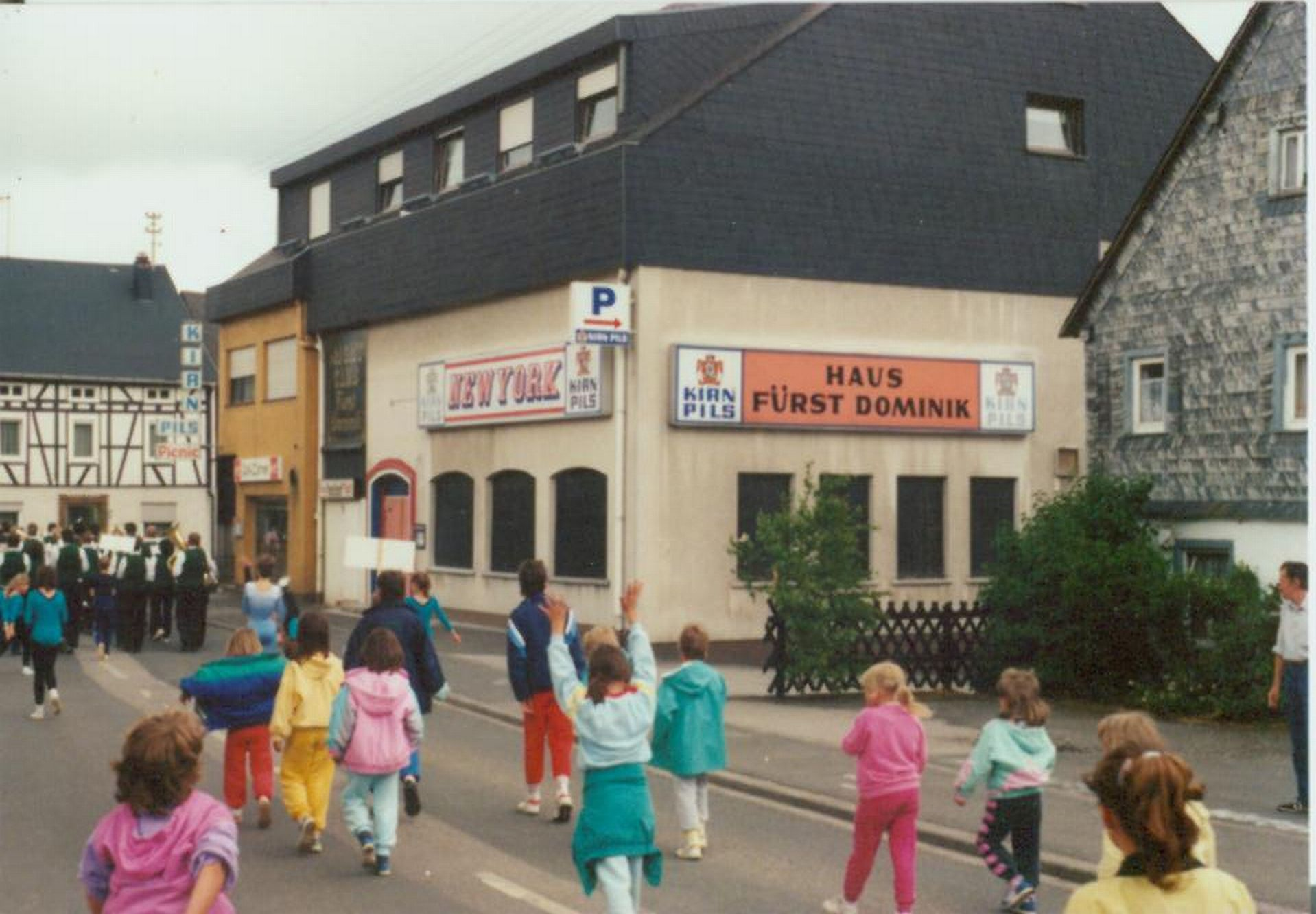
Ancienne Haus Fürst Dominik, une maison close